# Tony Kakko

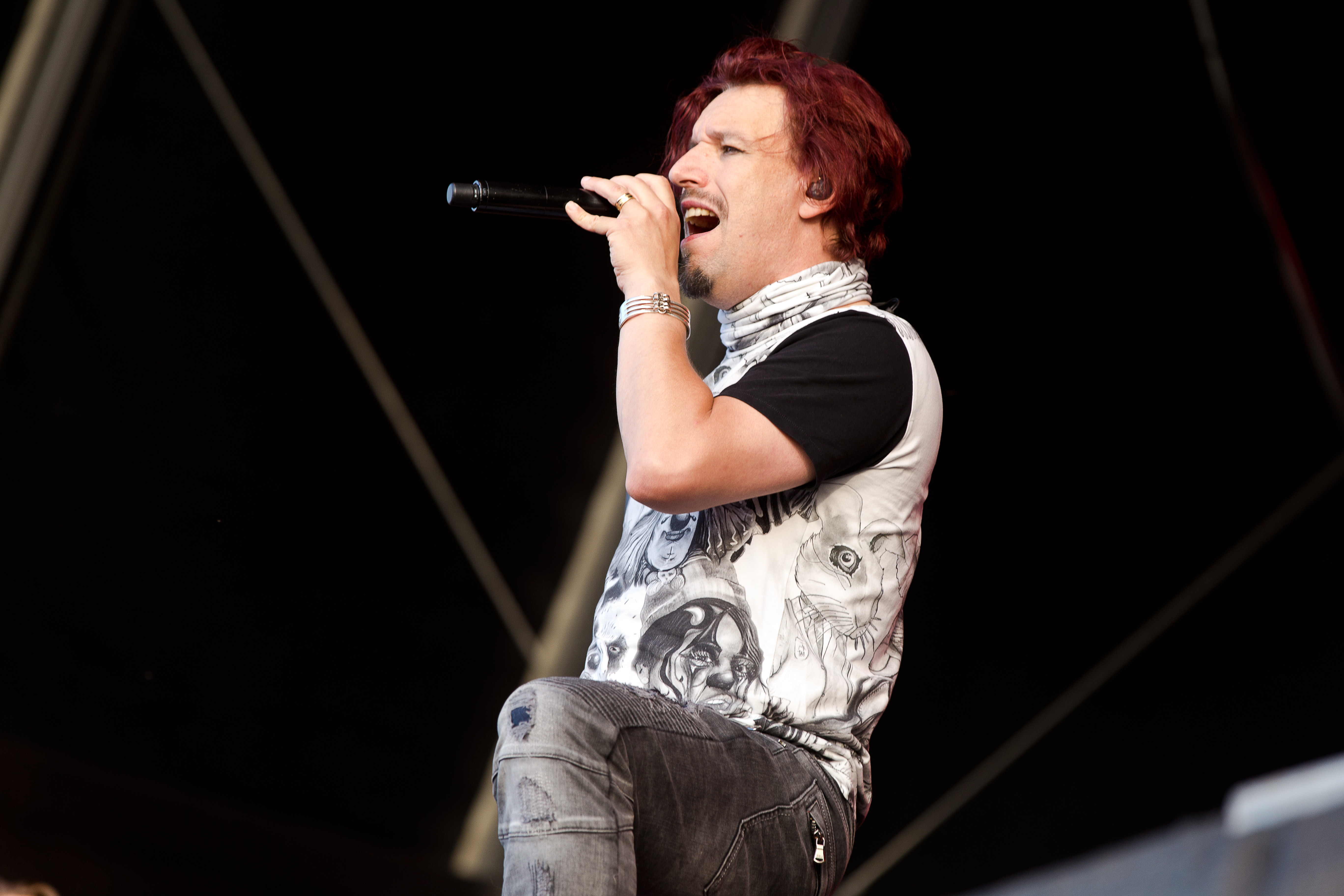
Tony Kakko (eigentlich 'Toni') während eines „Sonata Arctica“-Konzerts 2016

Tony Kakko (* 16. Mai 1975 in Kemi, Finnland) ist ein finnischer Sänger und Keyboarder.
Kakko schloss sich Anfang 1996 der finnischen Power-Metal-Band Sonata Arctica an, die Ende des Vorjahres als „Tricky Beans“ gegründet worden war. Er spielte zuvor Keyboard in einer Humppa-Band und steuerte auch Backgroundvocals bei. In den ersten Jahren spielten sie dem Pop/Rock ähnliche Musik und hauptsächlich Coverversionen, unter anderem von Megadeth oder den Spin Doctors. Später, als die Band ihr erstes Album Ecliptica veröffentlichte, konnte man einige Parallelen zur Musik der finnischen Power-Metal-Band Stratovarius erkennen. Allerdings versuchten sie bald, ihren eigenen Stil zu finden. Bis auf wenige Ausnahmen wurden die meisten Lieder und Texte der Band von Kakko geschrieben. Auffallend ist seine Affinität zu Wölfen, denn er schreibt viele Lieder, die von Wölfen handeln.
Da Kakko gut mit Tuomas Holopainen von Nightwish befreundet ist, wurde er bei einigen Liedern von Nightwish für die Backgroundvocals hinzugezogen. Als Nightwish eine Neuaufnahme ihres Liedes Astral Romance planten, sprang Kakko ein – zu finden ist das Lied auf der EP Over the Hills and Far Away. Bei den Aufnahmen von Nightwishs erster Live-DVD war Kakko Gastsänger und sang im Duett mit Tarja Turunen das Lied Beauty and the Beast. Hin und wieder ist er auch bei anderen Bands als Gast- bzw. Background-Sänger zu hören.
Kakko ist Mitglied der finnischen Heavy-Metal-Supergroup Northern Kings.
Zu Beginn seiner Karriere wurde er, besonders im Gesang, deutlich von Timo Kotipelto beeinflusst, wie man auf dem Debütalbum von Sonata Arctica hören kann.

## Diskografie
Solo
- 2024: Himmelkraft[2]

Mit Sonata Arctica
Mit Northern Kings
- 2007: Reborn
- 2008: Rethroned

Als Gastmusiker
- 2007: Ruling the World (Nuclear Blast Allstars)
- 2009: Kiss of Rain (E.Vil*)
- 2013: We Will Find a way (Timo Tolkki’s Avalon)
- 2013: Fait In Me (Silent Voices)
- 2014: Christmas Is Here (Elize Ryd)
- 2015: Light in You (Dark Sarah)
- 2015: My Servant (Sinners Moon)
- 2016: United (Trick or Treat)
- 2017: Feliz Navidat (Tarja)
- 2019: Raskasta Iskelmää (Kompilationsalbum von Spinefarm Records)

 Weitere Projekte
- 2006:  Raskasta Joulua (gemeinsam mit  Marco Hietala, Tanya Kemppainen, Alexi Laiho, Juha-Pekka Leppäluoto, Antony Parviainen, Janne Parviainen, Lauri Porra, Sammy Salminen und Kari Tornack)